# Tragia lasiophylla
Tragia lasiophylla är en törelväxtart som beskrevs av Ferdinand Albin Pax och Käthe Hoffmann. Tragia lasiophylla ingår i släktet Tragia och familjen törelväxter. Inga underarter finns listade i Catalogue of Life.